# Blagota Sekulić
Blagota Sekulić (in montenegrino Благота Секулић; Titograd, 14 marzo 1982) è un ex cestista e allenatore di pallacanestro montenegrino, professionista in Europa.

## Carriera
Con il Montenegro ha disputato i Campionati europei del 2013.

## Palmarès

### Squadra
- YUBA liga: 3

Budućnost: 1999-2000, 2000-01
Partizan Belgrado: 2002-03
- Coppa di Jugoslavia: 1

Budućnost: 2001
- Campionato spagnolo: 1

Real Madrid: 2006-07
- ULEB Cup: 1

Real Madrid: 2006-07
- Campionato turco: 1

Fenerbahçe Ülker: 2013-14

### Individuale
- All-ULEB Eurocup Second Team: 1

Alba Berlino: 2009-10